# Ehweiler
Ehweiler ist eine Ortsgemeinde im Landkreis Kusel in Rheinland-Pfalz. Sie gehört der Verbandsgemeinde Kusel-Altenglan an.

## Geografie
Die heute landwirtschaftlich geprägte Gemeinde Ehweiler liegt 320 Meter über dem Meeresspiegel und besteht zu etwa 35 ha aus Wald.

## Geschichte
Die Ortschaft wurde im Jahr 1316 als Eygewilre erstmals urkundlich erwähnt.
Dem Remigiusland zugerechnet und zur Grafschaft Veldenz gehörend, fiel der Ort mit dem Erlöschen deren männlicher Linie 1444 an die neu gebildete Grafschaft Pfalz-Zweibrücken, deren weiteres Schicksal Ehweiler nun teilte.
Ehweiler hatte mehrmals erhebliche Bevölkerungsverluste zu erleiden. Drei Pestwellen in den Jahren 1583, 1597 und 1613 sind verzeichnet. Alleine im Pestjahr 1583 starben 34 Menschen, und damit wohl etwa die Hälfte der damaligen Dorfbewohner. Nachfolgend führten im 17. Jahrhundert sowohl der Dreißigjährige Krieg, als auch der Pfälzische Erbfolgekrieg zu schweren Verwüstungen. Doch kam es auch zur Zuwanderung neuer Familien, wodurch die Bevölkerungszahl wieder anwuchs.
Von 1801 bis 1814 gehörte Ehweiler als Teil des Saardepartements, Arrondissement Birkenfeld, Canton und Marie Kusel zu Frankreich. Auf dem Wiener Kongress fiel die linksrheinische Pfalz 1815 zunächst an Österreich und 1816 aufgrund eines Tauschvertrages an das Königreich Bayern. Ehweiler wurde dem Landkommissariat Kusel im bayerischen Rheinkreis zugeordnet.
Nach dem Zweiten Weltkrieg wurde Ehweiler innerhalb der französischen Besatzungszone Teil des damals neu gebildeten Landes Rheinland-Pfalz. Im Zuge der ersten rheinland-pfälzischen Verwaltungsreform wurde der Ort 1972 der Verbandsgemeinde Kusel zugeordnet, die 2018 in der Verbandsgemeinde Kusel-Altenglan aufging.

## Politik

### Bürgermeister
Leroy Posch wurde 2024 Ortsbürgermeister von Ehweiler.
Sein Vorgänger war Stefan Reusemann seit November 2016. Da bei der Direktwahl am 26. Mai 2019 kein Bewerber angetreten war, erfolgte die anstehende Wahl gemäß Gemeindeordnung durch den Rat. Dieser bestätigte Reusemann am 19. Juni 2019 einstimmig für weitere fünf Jahre in seinem Amt.
Reusemanns Vorgänger Ingwald Theis, der das Amt 17 Jahre ausgeübt hatte, war Mitte August 2016 überraschend verstorben.

### Wappen
Die Blasonierung des Wappens lautet: „In Grün eine goldene Egge.“

## Wirtschaft und Infrastruktur
Auf Ehweiler Gemarkung gibt es einen Hartsteinbruch.
Im Süden verläuft die A 62. In Kusel befindet sich ein Bahnhof der Bahnstrecke Landstuhl–Kusel.